# Sabine Hack
Sabine Hack (Ulm, 1969. július 12. –) német teniszezőnő.
Az 1990-es években Steffi Graf és Anke Huber mögött a harmadik legjobb német teniszezőnő volt. 1983–1997 közötti profi pályafutása során négy egyéni és egy páros WTA-torna győztese, emellett egy egyéni ITF-tornán is az első helyen végzett. Legjobb egyéni világranglista-helyezése tizenharmadik volt, ezt 1995 januárjában érte el, párosban a 94. helyig jutott 1994. szeptember 19-én.
A Grand Slam-tornákon a legjobb egyéni eredményét az 1994-es Roland Garroson érte el, ahol a negyeddöntőbe jutott. Párosban a wimbledoni torna kivételével a másik három Grand Slam-tornán a 3. kör a legjobb eredménye. 1994-ben részt vett a világbajnokságnak is nevezett WTA Tour Championships tornán, amely a világranglista első 16 helyezettjének részvételével zajlott.
1992–1996 között 12 alkalommal mérkőzött Németország Fed-kupa-válogatottjában 8–4-es eredménnyel.

## WTA döntői

### Egyéni

#### Győzelmei (4)
| Összesítés           |                        |
| Grand Slam-torna (0) |                        |
| Tier I (0)           | Premier Mandatory* (0) |
| Tier II (1)          | Premier Five* (0)      |
| Tier III (1)         | Premier* (0)           |
| Tier IV (1)          | International* (0)     |
| Tier V (1)           | Challenger* (0)        |

* 2009-től megváltozott a tornák rendszere.
 Az egymás mellett azonos színnel jelölt tornatípusok között nincs teljes mértékű megfelelés.
|    | Dátum             | Torna                     | Borítás | Ellenfél a döntőben | Döntő eredménye  |
| 1. | 1991. december 2. | São Paulo, Brazília       | Salak   | Veronika Martinek   | 6–3, 7–5         |
| 2. | 1993. október 25. | Curitiba, Brazília        | Salak   | Florencia Labat     | 6–2, 6–0         |
| 3. | 1994. március 23. | Houston, Egyesült Államok | Salak   | Mary Pierce         | 7–5, 6–4         |
| 4. | 1995. január 2.   | Jakarta, Indonézia        | Kemény  | Irina Spîrlea       | 2–6, 7–6(6), 6–4 |

#### Elveszített döntői (4)
|    | Dátum             | Torna                     | Borítás | Ellenfél a döntőben | Döntő eredménye |
| 1. | 1989. július 24.  | Båstad, Svédország        | Salak   | Katerina Maleeva    | 1–6, 3–6        |
| 2. | 1993. március 22. | Houston, Egyesült Államok | Salak   | Conchita Martínez   | 3–6, 2–6        |
| 3. | 1995. július 10.  | Palermo, Olaszország      | Salak   | Irina Spîrlea       | 6–7(1), 2–6     |
| 4. | 1996. július 15.  | Palermo, Olaszország      | Salak   | Barbara Schett      | 3–6, 3–6        |

### Páros

#### Győzelmei (1)
| Összesítés           |                        |
| Grand Slam-torna (0) |                        |
| Tier I (0)           | Premier Mandatory* (0) |
| Tier II (0)          | Premier Five* (0)      |
| Tier III (0)         | Premier* (0)           |
| Tier IV (1)          | International* (0)     |
| Tier V (0)           | Challenger* (0)        |

* 2009-től megváltozott a tornák rendszere.
 Az egymás mellett azonos színnel jelölt tornatípusok között nincs teljes mértékű megfelelés.
| No. | Dátum             | Helyszín           | Borítás | Partner           | Ellenfél a döntőben               | Eredmény a döntőben |
| 1.  | 1993. október 25. | Curitiba, Brazília | Salak   | Veronika Martinek | Cláudia Chabalgoity Andrea Vieira | 6–2, 7–6(4)         |

#### Elveszített döntői (1)
| No. | Dátum              | Helyszín           | Borítás | Partner      | Ellenfél a döntőben          | Eredmény a döntőben | Eredmény a döntőben |
| 1.  | 1988. augusztus 1. | Athén, Görögország | Salak   | Silke Frankl | Sabrina Goleš Judith Wiesner | 2–6, 6–7(4)         |                     |

## Eredményei Grand Slam-tornákon

### Egyéni
| Grand Slam | Australian Open | Australian Open  | Roland Garros | Roland Garros     | Wimbledon | Wimbledon       | US Open  | US Open          |
| Év         | Eredmény        | Utolsó ellenfél  | Eredmény      | Utolsó ellenfél   | Eredmény  | Utolsó ellenfél | Eredmény | Utolsó ellenfél  |
| 1988       | –               | –                | 1. kör        | Wiltrud Probst    | –         | –               | –        | –                |
| 1989       | –               | –                | 1. kör        | Sandra Wasserman  | –         | –               | –        | –                |
| 1990       | –               | –                | 1. kör        | Nathalie Tauziat  | –         | –               | 1. kör   | Elna Reinach     |
| 1991       | 1. kör          | Szeles Mónika    | 2. kör        | M Joe Fernández   | –         | –               | 1. kör   | Barbara Paulus   |
| 1992       | 3. kör          | Amy Frazier      | 4. kör        | Natallja Zverava  | 2. kör    | Yayuk Basuki    | 3. kör   | Gigi Fernández   |
| 1993       | 2. kör          | Natallja Zverava | 3. kör        | Iva Majoli        | 1. kör    | Zina Garrison   | 3. kör   | Manuela Maleeva  |
| 1994       | 4. kör          | Manuela Maleeva  | Negyeddöntő   | Conchita Martínez | 1. kör    | Florencia Labat | 1. kör   | Gigi Fernández   |
| 1995       | 1. kör          | Audra Keller     | 1. kör        | Conchita Martínez | –         | –               | 2. kör   | M Joe Fernández  |
| 1996       | 2. kör          | Amanda Coetzer   | 1. kör        | T. Jecmenica      | –         | –               | 1. kör   | Cristina Torrens |
| 1997       | 1. kör          | N van Lottum     | –             | –                 | –         | –               | –        | –                |

## Év végi világranglista-helyezései
| Év     | 1985 | 1986 | 1987 | 1988 | 1989 | 1990 | 1991 | 1992 | 1993 | 1994 | 1995 | 1996 | 1997 |
| Egyéni | 187. | 219. | 234. | 141. | 73.  | 45.  | 90.  | 28.  | 24.  | 19.  | 40.  | 41.  | 521. |
| Páros  | –    | 202. | 312. | 162. | 190. | 216. | 137. | 290. | 181. | 168. | 205. | –    | –    |